# Bixquert
|  | Per a altres significats, vegeu «Bixquert (cognom)». |

Bixquert és una vall, que pertany a la ciutat de Xàtiva, dins de la comarca de la Costera (País Valencià).

## Toponímia
Segons la doctora Carme Barceló Torres, la paraula Bixquert podria ser anterior a la invasió musulmana d'Hispània. Podria tenir un origen íber com és el cas d'algunes ciutats i llocs de la península Ibèrica.
La paraula Bixquert té similituds amb diversos topònims com Bizkaia (Euskadi), Biscarrosse (Landes, França), Biscarrués (Aragó), etc. Tots aquests topònims procedeixen de la paraula basca bizcar que significa vessant, turó o penya. És possible que Bixquert vingui de Bizcar, ja que en el Llibre del Repartiment i el Donatio Navarii ballestarii domini regis el lloc o alqueria de Bixquert se situava sota la Muntanya Vernissa.
Bani-Biskart (que vol dir els hereus o els fills dels Biskart), era el cognom que portaven alguns musulmans valencians després de la Reconquesta. Podria ser que Bixquert vingui de Biskart, ja que quasi tots els noms d'alqueries portaven un cognom àrab com és el cas per exemple de les alqueries de Beniopa (de l'àrab Bani-Ubba), Benifaió (de l'àrab Beni-Hayyén), Benirredrà (de l'àrab Bani-Rida o Bani-Reduan), etcètera.

## Geografia
La vall de Bixquert s'obre entre la Serra Grossa al sud, les del Castell i Vernissa al nord i el riu Albaida per l'est. Té una amplada de 3 quilòmetres i una longitud de 4 quilòmetres.

## Història
L'antiga alqueria situada a la vall va ser esmentada per primera vegada al Llibre del Repartiment del rei Jaume el Conqueridor el 1248. El 30 de maig de 1248, el rei Jaume I de Catalunya-Aragó va donar diverses terres a Bixquert a Berenguer d'Àger, tal com ho podem llegir en el Llibre del Repartiment:
| « | Berengario de Ager: domos in Xativa et III iovatas terre in Bisquert, et unam iovatam vinearum in termino Xative. III kalendas augusti(//) | » |

El 26 de maig del mateix any, el rei va donar parcel·les a Bixquert a Gireberto Novarello, Pere Godalest, Pere Satorre i a uns altres 20 companys:
| « | Girberto Novarello, P. Godalest, P. Çatorre et XX sociis vestris: unicuique, III iovatas in alcheriis de Bischert, que sunt in termino Xative. VI kalendas iunii. | » |

El 20 de juliol de l'any 1267, el rei va oferir diverses terres de Bixquert a un tal Navarro, ballester del rei, en un document anomenat Donatio Navarri ballestarii domini regis. Aquest document descriu el lloc exacte de les terres de Navarro, i també de l'alqueria: les terres del nou propietari estaven envoltades per les vinyes del rei, per la propietat d'Englésia (antic nom femení), filla de Gilabert d'Arenchs, per la propietat de Ramon de Sales, i pel castell de Xàtiva. L'alqueria se situava sota el castell. Extracte del document:
| « | Per nos et nostros damus et concedimus per hereditatem propriam, francham, et liberam, tibi Navarro ballistario nostro et tuis in perpetuum, duas jovatas terre in termino Xative, in loco qui dicitur Bisquert. Que affrontant ex una parte cum vinea nostra, et ex alia cum hereditate Englesie filie Gilberti de Arenchs, et ex parte cum hereditate Raimundi de Salis, et cum Rocha castri Xative. […] Datum Cesarauguste, XIII kalendas Augusti, anno domini MCCLX septimo. | » |